# Södermanlands runinskrifter 359
Södermanlands runinskrifter 359, med signum Sö 359, är en runristning på en bergvägg vid Åda och Trosa bro i Vagnhärads socken och Trosa kommun, Södermanland. På samma ställe finns även runhällen Sö 39 och runstenen Sö 36. 
Runhällens placering antyder att den varit belägen vid en forntida vägförbindelse med en anslutning till ett broläge, som sannolikt varit en föregångare till Trosa bro. De andra runristningarna i runhällens närhet styrker den saken. Ristningens ornamentik visar upp en runorm som i en fyrkantig slinga inramar ett kristet kors. Korset har åtta korsarmar och i dess inre nav sitter en ring. Ormen är låst i basen med ett iriskt koppel.

## Inskriften
Translitterering av runraden:
· arulfr · auk · kamal · auk · sbiuti · þair · litu · heli · hakua · eftir · rukuat · faþur · sin · kuþan
Normalisering till runsvenska:
Arnulfʀ ok Gamall ok Spiuti þæiʀ letu hælli haggva æftiʀ Roghvat, faður sinn goðan.
Översättning till nusvenska:
Arnulf och Gammal och Spjute, de läto hällen hugga efter Rogvat, fader sin god.